# Аромъне
 Тази статия е за книгата.  За народа вижте Арумъни.  
„Аромъне“ (на немски: Die Aromunen. Ethnographisch-Philologisch-Historische Untersuchungen über das Volk der sogenannten Makedo-Romanen oder Zinzaren) е книга на Густав Вайганд, излязла на немски език в 1894 година в Лайпциг.
Книгата е първото задълбочено изследване на европейски учен върху арумъните. С нея Густав Вайганд въвежда в научно обращение термина „арумъни“.
Книгата е издадена на български по името „Аромѫне. Етнографическо-филологическо-историческо издирвания на тъй наречения народъ македоно-ромѫне или цинцаре“ в 1899 година във Варна в превод на Ст. Данов, издание на П. Хр. Генков.